# Protector of Aborigines

George Austustus Robinson (1791–1866), einer der bekanntesten Chief Protectors

Das Amt des Protector of Aborigines (Beschützer der Aborigines) wurden auf Vorschlag des Select Committee des Britischen House of Commons und des Select Committee of the House of Commons for Aborigines eingerichtet. Am 31. Januar 1838 übersandte Lord Glenelg, der Kriegs- und Kolonialminister, eine Ermächtigung an Gouverneur George Gipps. Der Protector sollte die Rechte der Aborigines schützen, ihre Interessen wahren und war mit weitreichenden Vollmachten ausgestattet.
Ein Chief Protector of Aborigines wurde als der höchste Beamte der britischen Kolonien und später der Bundesstaaten eingesetzt, der für die Belange der indigene Bevölkerung Australiens zuständig war.

## Auswahl
Die Protectors of Aborigines wurden ausgewählt und hatten die Sprache der Aborigines zu erlernen oder zu beherrschen. Das Protektorat von Port Phillip wurde George Augustus Robinson als Chief-Protector und an weitere Vollzeit-Protectors übertragen. Für Victoria wurde beispielsweise Robinson als Chief Protector mit vier Assistant Protectoren ernannt, darunter William Thomas.

## Aufgaben
Die Aufgabe des Protectors war es, auf die Rechte der Aborigines zu achten, Missstände zu beseitigen und Gewalt gegen sie abzuwehren. Diese Aufgabe wandelte sich in einigen Staaten Australiens zu einer „sozialen Kontrolle“ über die Aborigines. Per Gesetz war ein Protector der Vormund aller Aborigines und bestimmte über ihre Aufenthaltsorte, bis zur Entscheidung, wo sie zu arbeiten, wen und ob sie heiraten durften. Ein Protector konnte Aborigineskinder gegen den Willen ihrer Familien in Erziehungsheime verbringen, wo sie unter der Kontrolle meist kirchlicher Aborigines-Missionsstationen konservativ erzogen wurden und christianisiert werden sollten. Das Ziel dieser Maßnahme war die Entfremdung der Kinder von ihren Familien und ihren Aborigine-Traditionen, um sie so besser in die Gesellschaft integrieren zu können, wo sie jedoch letztlich entrechtet als Dienstboten und Farmhelfer, zum größten Teil ohne Entgelt, arbeiten mussten. Diese Entwicklung führte zu  Generationen von Aborigines, die ihrer Herkunft und Wurzeln beraubt waren und als Gestohlene Generation in die Geschichte eingingen.
Teilweise waren die Protectoren Idealisten, die hofften, dass sie Interessen für die Aborigines durchsetzen könnten. Diese resignierten bald, wie beispielsweise Herbert Basedow, der nach 45 Tagen als Protector abdankte.
Andere Extremfälle waren Auber Octavius Neville und Cecil Cook, die die Politik der Zwangsumsiedlung, Überwachung, Disziplinierung und Bestrafung der Aborigines forcierten. Sie verfolgten eine rassistische Vorstellung der Eugenik, die darauf hinauslief, dass durch eine Durchmischung der Ureinwohner mit „weißem Blut“ insbesondere durch eine Verheiratung von weiblichen Mischlingen mit Weißen, ein Aufgehen der Aborigines in der Rasse der Weißen erreicht  werden kann.
Die Position der Protectors of Aborigines wurde erst ab den 1970er Jahren nicht mehr besetzt.

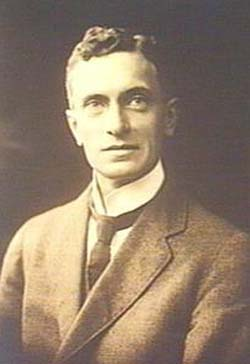
Herbert Basedow (1925), Forscher, Politiker, Mediziner und Entdeckungsreisender blieb lediglich 45 Tag Protector
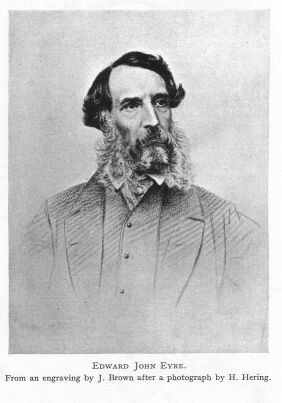
Edward John Eyre (etwa 1865), ein bekannter australischer Forschungsreisender
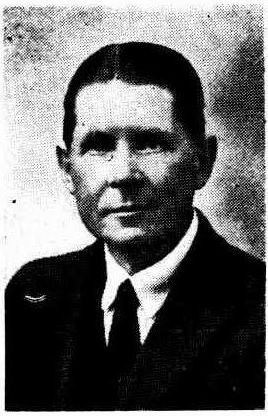
A. O. Neville (1936), ein entschiedener Verfechter der Zwangsumsiedlung
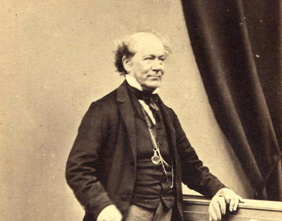
William Thomas (1860) zeichnete ein hohes Maß an Menschlichkeit aus

## Exkurs: Western Australia
Das Parlament von Western Australia verabschiedete im Jahr 1905 den sogenannten Aborigines Act 1905, ein Gesetz, das den Chief Protector of Aborigines, der nach 1936 Commissioner for Native Affairs (Bevollmächtigter für indigene Angelegenheiten) genannt wurde, mit weitreichenden Befugnissen bzw. weitreichender Macht ausstattete. Die Ernennung zum Chief Protector erfolgte durch den britischen Gouverneur.
Der Aborigines Act 1905 ermächtigte einen Chief Protektor sowohl Erwachsene als auch Kinder aus Homelands, Reservaten in weit entfernte Gebiete von ihrem ursprünglichen Lebensmittelpunkt zu deportieren. Dies betraf alle Aborigines-Kinder unter 16 Jahren besonders, weil der Chief Protector über das alleinige Aufenthaltsbestimmungsrecht und ab dem Jahr 1936 über Mädchen und Frauen bis ins Alter von 21 Jahren verfügte. Für die betroffenen Kinder bedeutete dies, dass sie aus ihren Familien entrissen und in Familien von Weißen, Schulen oder Erziehungsheimen zwangsweise leben mussten. Die Entscheidungen waren unwiderruflich. Nach heute geltenden Strafrecht in Deutschland wären derartige Entscheidungen ein Straftatbestand des Kindesentzugs.
Über jeden erwachsenen Aborigine oder half-caste (Halb-Aborigine und Halb-Weißer) konnten Aufenthalts- und Arbeitsverbote für bestimmte Regionen oder Städte durch den Chief Protector verhängt werden.
Im Arbeitsrecht eröffnete der Aborigines Akt 1905 einem Chief Protector weitere umfassende Eingriffe: Aborigines durften ohne seine Genehmigung keine Arbeit aufnehmen. Unerlaubte Arbeitsaufnahme, nicht genehmigte Entfernung vom Arbeitsplatz durch den Arbeitgebers oder eine Arbeitsverweigerung konnten mit einer sechsmonatigen Gefängnisstrafe geahndet werden.
Die Bestimmung des Aufenthalts der Aborigines-Männer durch den Chief Protector bedeutete auch, dass ein zwangsversetzter Aborigine oder half-caste, seine Frau oder Kinder nicht mehr besuchen konnte. Damit wurde zum ersten Mal in der Geschichte Australiens ein Kohabitationsverbot ausgesprochen. Diese gesetzliche Regelung stand eindeutig im Widerspruch zum Common law, denn jede Ethnie sollte sich in ihrem angestammten Bereich eigenständig entwickeln können. Weitere Folgen dieser Gesetzesregelung waren, dass Aborigines-Frauen und -Männer nur mit Erlaubnis des Chief Protectors heiraten konnten, und dass jeder, der mit einer Aborigines-Frau sexuellen Kontakt hatte, die nicht seine verheiratete Frau war, einen Gesetzesverstoß beging. Bestraft wurden derartige Gesetzesverstöße mit Gefängnis, mit oder ohne harte Arbeit, nicht unter sechs Monaten, ersatzweise Zahlung von £ 50.

## Protectors of Aborigines
Protectors of Aborigines in Australien waren (soweit nicht anders benannt: Chief Protectors of Aborigines):
- Victoria (Port Phillip, 1839 bis 1849)
  - George Augustus Robinson
  - Charles Sievwright, (Assistent Protector) 1839 bis 1842
  - William Thomas*, (Assistant Protector) 1839 bis 1849
  - Edward Stone Parker, (Assistant Protector) Loddon und Northwest District, 1839 bis 1849
- Victoria
  - William Thomas*, Guardian of Aborigines ab Januar 1850 in den Counties von Bourke, Mornington und Evelyn
- South Australia
  - Matthew Moorhouse, vor 1837
  - William Wyatt, 1837 bis 1839
  - Daisy Bates (Ausnahme: Sie erhielt staatliche Gelder für anthropologischen Untersuchungen der Aborigines)
  - Edward John Eyre
- Northern Territory (als ein Teil von South Australia bis 1911)
  - Herbert Basedow, 1911 (45 Tage lang)
  - Walter Baldwin Spencer
  - Francis James Gillen, ab 1892
  - William Edward Harney, 1940 bis 1947
  - Xavier Herbert
  - Cecil Cook[3][4]
- Queensland
  - William Geoffrey Cahill, 1905 bis 1915
  - Walter Edmund Roth, 1904 bis 1906
  - Archibald Meston, 1898 bis 1903
- Northern Territory
  - Walter Edmund Roth, 1898 bis 1904
- Western Australia
  - Henry Charles Prinsep, 1898 bis 1908
  - Frederick Charles Gale, 1908 bis 1915
  - Fred Aldrich, 1920 bis 1926
  - Auber Octavius Neville, 1915 bis 1940
  - Francis Illingworth Bray, 1940 bis 1947[5]